# Javier Clemente
Javier Clemente Lázaro (Barakaldo, 12 marzo 1950) è un allenatore di calcio ed ex calciatore spagnolo, di ruolo centrocampista.
Prima giocatore, poi allenatore dell'Athletic Club, ha allenato, inoltre, numerose squadre spagnole ed estere, tra cui l'Espanyol, l'Atlético Madrid, il Betis, la Real Sociedad e l'Olimpique Marsiglia. È stato allenatore della nazionale spagnola dal 1992 al 1998 e della nazionale serba dal 2006 al 2007.

## Carriera

### Inizi
Inizia la sua carriera di calciatore nel 1968 all'Athletic Club. Colleziona in tutto 54 presenze tra squadra A e squadra B e smette molto presto a causa di un infortunio. Inizia la sua carriera di allenatore a 25 anni alla guida dell'Arenas Getxo. La stagione successiva si pone alla guida del Baskonia per due anni. Nella stagione 1980-1981 guida l'Athletic B e dalla stagione successiva si siede sulla panchina dell'Athletic Club.

### L'Athletic Club
L'Athletic di Clemente è uno dei più forti e vittoriosi della storia del Club. Egli affianca ai veterani Goikoetxea e Dani alcuni giovani ragazzi precedentemente allenati nella squadra B, tra cui Zubizarreta. Al suo secondo anno di panchina vince la Liga, che il club non deteneva da ben 27 anni. Il terzo anno di panchina riesce addirittura nella doppietta (Liga e Coppa del Re).
I suoi primi anni come allenatore dell'Athletic sono inoltre noti per la rivalità nata con il Barcelona a causa degli attriti con l'allenatore dell'epoca, César Luis Menotti, che criticava il gioco espresso dalla squadra di Clemente. Il tutto è stato amplificato dalla gara di Liga al Camp Nou, quando Goikoetxea commette un grave fallo su Maradona costringendolo alla sostituzione. Quando le due squadre si affrontano di nuovo per la finale di Coppa del Re nel 1984 (vinta dall'Athletic 1-0) si scatena una rissa tra i giocatori in campo.
Un altro episodio in cui Clemente è stato al centro delle polemiche è coinciso con il suo esonero. La decisione di impiegare costantemente da sostituto il giocatore di maggior classe, Manuel Sarabia, ha creato una serie di polemiche che lo hanno convinto a metterlo fuori squadra. Tra il 19 e il 31 gennaio 1986 la tifoseria si è divisa tra clementistas e sarabistas, creando un grande scandalo che ha messo alla prova la dirigenza. Dopo 12 giorni, però, il presidente Pedro Aurtenetxe ha preso la decisione di esonerarlo e reintegrare l'attaccante in rosa, malgrado il rapporto di amicizia che lo legava al tecnico. L'esperienza di Clemente a Bilbao si concluse con un bilancio nettamente positivo, grazie alla sua ambizione e sicurezza in se stesso, che hanno portato una serie di successi senza precedenti; tuttavia, il rapporto conflittuale con gli elementi di maggior classe e l'insofferenza a qualsiasi attacco alla sua autorità lo hanno portato a concludere anzitempo l'esperienza a Bilbao.

### L'Espanyol
Nel 1986 si siede sulla panchina dell'Espanyol, dove rimane per tre stagioni. Alla sua prima stagione giunge terzo, qualificandosi per un posto in Coppa UEFA. La stagione successiva guida la squadra alla conquista della finale, battendo avversari come il Milan e l'Inter. Nella doppia finale incontra il Bayer Leverkusen, che batte in casa 3-0, ma da cui viene sconfitto al ritorno per 3-0. Il match termina ai rigori e l'Espanyol perde 3-2. La prima avventura di Clemente all'Espanyol si conclude nel 1989.
La stagione 1989/90 vede Clemente sedersi sulla panchina dell'Atlético Madrid, con il quale conquista un secondo posto nella Liga. Viene richiamato, la stagione seguente, sulla panchina dell'Athletic Club, ma l'esperienza non produce i risultati della gestione precedente e dura, quindi, pochi mesi.
Torna nel 1991 sulla panchina dell'Espanyol, con il quale giunge sedicesimo.

### La nazionale spagnola
Alla fine della stagione 1991-1992 viene chiamato ad allenare la nazionale spagnola. Guida la squadra per 62 partite, vincendone 36. Partecipa al campionato del mondo del 1994 e del 1998 e al campionato d'Europa del 1996. Nel 1996 guida anche la nazionale Under-21, condotta alla finale del campionato d'Europa di categoria casalingo (sconfitta ai rigori contro l'Italia). Alla guida della nazionale maggiore, al mondiale di Stati Uniti 1994 si arrende ai quarti di finale (contro l'Italia), così come al campionato d'Europa (contro l'Inghilterra ai rigori). Al mondiale di Francia 1998 non supera il girone di qualificazione nonostante un'ultima vittoria per 6-1 contro la Bulgaria. Si dimette dopo la sconfitta in trasferta per 3-2 contro Cipro del 5 settembre 1998, all'esordio nelle qualificazioni al campionato d'Europa 2000.

### Dopo Francia '98
Dal 1998 inizia un giro di panchine che lo vede allenare il Betis, il Real Sociedad, l'Olympique Marseille ed il Tenerife per una stagione ciascuno, di nuovo l'Espanyol per due stagioni e infine l'Athletic Club per una stagione.
Il 21 luglio 2006 viene nominato allenatore della nazionale serba, con la quale stipula un contratto di due anni che prevede vari bonus in denaro in caso di qualificazione al campionato d'Europa del 2008 e per ogni eventuale turno eventualmente superato in tale competizione. Dopo la mancata qualificazione al campionato d'Europa viene esonerato dalla federcalcio serba.
Nel marzo 2008 è stato nominato allenatore del Real Murcia, esonerato nel dicembre 2008.
Nell'aprile 2010, "annoiato di essere un disoccupato in più" nella Spagna zapateriana, accetta l'offerta del Real Valladolid per traghettare la squadra pucelana verso "un'insperata salvezza", visti i negativi risultati dell'intero campionato. Non riuscirà nell'impresa, sfavorito anche da un difficile calendario che lo vede affrontare il Barcellona al Camp Nou nell'ultima e decisiva giornata.

### La nazionale del Camerun
Il 17 agosto 2010 la FECAFOOT annuncia, tramite un comunicato sul proprio sito, che Clemente sarà il nuovo allenatore dei Leoni indomabili.
Il 25 ottobre 2011 viene però esonerato in seguito agli scarsi risultati ottenuti.

### Sporting Gijón
Dal 13 febbraio 2012, il tecnico basco è incaricato di guidare la squadra asturiana dello Sporting Gijón, in sostituzione dell'esonerato Manolo Preciado. Non riesce ad evitare la retrocessione.

### Nazionale libica
Il 24 settembre 2013 viene ufficializzato un accordo tra Clemente e la nazionale libica. Dopo quattro mesi in carica, riesce a portare la squadra africana a vincere il campionato delle nazioni africane 2014, primo titolo internazionale vinto dalla nazionale libica. Fallita la qualificazione alla Coppa d'Africa 2015, non riesce a qualificarsi neanche alla campionato delle nazioni africane 2016. In seguito alla sconfitta per 4-0 patita contro la RD del Congo in una gara di qualificazione al campionato del mondo 2018, nel 2016 viene esonerato.

### Selezione basca
Il 6 marzo 2019 assume la guida della selezione calcistica dei Paesi Baschi, ruolo che mantiene per due anni.

### Ritorno alla nazionale libica
Nel maggio 2021 torna sulla panchina della nazionale libica. La sua seconda esperienza alla guida della nazionale africana termina dopo poco meno di un anno, nel marzo 2022.

## Statistiche

### Statistiche da allenatore

#### Club
Statistiche aggiornate al 17 aprile 2025.
| Stagione               | Squadra                | Campionato             | Campionato | Campionato | Campionato | Campionato | Coppe nazionali | Coppe nazionali | Coppe nazionali | Coppe nazionali | Coppe nazionali | Coppe continentali | Coppe continentali | Coppe continentali | Coppe continentali | Coppe continentali | Altre coppe | Altre coppe | Altre coppe | Altre coppe | Altre coppe | Totale | Totale | Totale | Totale | % Vittorie | Piazzamento      |
| Stagione               | Squadra                | Comp                   | G          | V          | N          | P          | Comp            | G               | V               | N               | P               | Comp               | G                  | V                  | N                  | P                  | Comp        | G           | V           | N           | P           | G      | V      | N      | P      | %          | Piazzamento      |
| ---------------------- | ---------------------- | ---------------------- | ---------- | ---------- | ---------- | ---------- | --------------- | --------------- | --------------- | --------------- | --------------- | ------------------ | ------------------ | ------------------ | ------------------ | ------------------ | ----------- | ----------- | ----------- | ----------- | ----------- | ------ | ------ | ------ | ------ | ---------- | ---------------- |
| 1976-1977              | Baskonia               | TD                     | 38         | 17         | 5          | 16         | CR              | 2               | 1               | 0               | 1               | -                  | -                  | -                  | -                  | -                  | -           | -           | -           | -           | -           | 40     | 18     | 5      | 17     | 45,00      | 10° (prom.)      |
| 1977-1978              | Baskonia               | SDB                    | 38         | 9          | 6          | 23         | CR              | 2               | 1               | 0               | 1               | -                  | -                  | -                  | -                  | -                  | -           | -           | -           | -           | -           | 40     | 10     | 6      | 24     | 25,00      | 20° (retr.)      |
| Totale Baskonia        | Totale Baskonia        | Totale Baskonia        | 76         | 26         | 11         | 39         |                 | 4               | 2               | 0               | 2               |                    |                    |                    |                    |                    |             |             |             |             |             | 80     | 28     | 11     | 41     | 35,00      |                  |
| 1979-1980              | Bilbao Athletic        | SDB                    | 38         | 13         | 10         | 15         | CR              | 4               | 2               | 0               | 2               | -                  | -                  | -                  | -                  | -                  | -           | -           | -           | -           | -           | 42     | 15     | 10     | 17     | 35,71      | 12°              |
| 1980-1981              | Bilbao Athletic        | SDB                    | 38         | 17         | 11         | 10         | -               | -               | -               | -               | -               | -                  | -                  | -                  | -                  | -                  | -           | -           | -           | -           | -           | 38     | 17     | 11     | 10     | 44,74      | 3°               |
| Totale Bilbao Athletic | Totale Bilbao Athletic | Totale Bilbao Athletic | 76         | 30         | 21         | 25         |                 | 4               | 2               | 0               | 2               |                    |                    |                    |                    |                    |             |             |             |             |             | 80     | 32     | 21     | 27     | 40,00      |                  |
| 1981-1982              | Athletic Bilbao        | PD                     | 34         | 18         | 4          | 12         | CR              | 10              | 7               | 1               | 2               | -                  | -                  | -                  | -                  | -                  | -           | -           | -           | -           | -           | 44     | 25     | 5      | 14     | 56,82      | 4°               |
| 1982-1983              | Athletic Bilbao        | PD                     | 34         | 22         | 6          | 6          | CR+CdL          | 8+4             | 5+1             | 2+2             | 1+1             | CU                 | 2                  | 0                  | 1                  | 1                  | -           | -           | -           | -           | -           | 44     | 16     | 18     | 10     | 36,36      | 1°               |
| 1983-1984              | Athletic Bilbao        | PD                     | 34         | 20         | 9          | 5          | CR+CdL          | 9+2             | 5+0             | 2+0             | 2+2             | CC                 | 4                  | 1                  | 1                  | 2                  | SS          | 2           | 1           | 0           | 1           | 51     | 27     | 12     | 12     | 52,94      | 1°               |
| 1984-1985              | Athletic Bilbao        | PD                     | 34         | 13         | 15         | 6          | CR+CdL          | 13+4            | 7+2             | 2+1             | 4+1             | CC                 | 2                  | 0                  | 1                  | 1                  | SS          | -           | -           | -           | -           | 53     | 22     | 19     | 12     | 41,51      | 3°               |
| 1985-gen. 1986         | Athletic Bilbao        | PD                     | 21         | 10         | 7          | 4          | CR+CdL          | 1+0             | 0+0             | 1+0             | 0+0             | CU                 | 4                  | 3                  | 0                  | 1                  | -           | -           | -           | -           | -           | 26     | 13     | 8      | 5      | 50,00      | Eson.            |
| 1986-1987              | Espanyol               | PD                     | 44         | 20         | 11         | 13         | CR              | 2               | 0               | 1               | 1               | -                  | -                  | -                  | -                  | -                  | -           | -           | -           | -           | -           | 46     | 20     | 12     | 14     | 43,48      | 3°               |
| 1987-1988              | Espanyol               | PD                     | 38         | 11         | 11         | 16         | CR              | 4               | 1               | 1               | 2               | CU                 | 12                 | 7                  | 3                  | 2                  | -           | -           | -           | -           | -           | 54     | 19     | 15     | 20     | 35,19      | 15°              |
| 1988-feb. 1989         | Espanyol               | PD                     | 23         | 2          | 10         | 11         | CR              | 4               | 1               | 2               | 1               | -                  | -                  | -                  | -                  | -                  | -           | -           | -           | -           | -           | 27     | 3      | 12     | 12     | 11,11      | Eson.            |
| 1989-feb. 1990         | Atlético Madrid        | PD                     | 27         | 15         | 6          | 6          | CR              | 2               | 0               | 1               | 1               | CU                 | 2                  | 1                  | 0                  | 1                  | -           | -           | -           | -           | -           | 31     | 16     | 7      | 8      | 51,61      | Eson.            |
| 1990-mar. 1991         | Athletic Bilbao        | PD                     | 26         | 9          | 3          | 14         | CR              | 4               | 3               | 1               | 0               | -                  | -                  | -                  | -                  | -                  | -           | -           | -           | -           | -           | 30     | 12     | 4      | 14     | 40,00      | Eson.            |
| gen.-giu. 1992         | Espanyol               | PD                     | 20         | 10         | 4          | 6          | CR              | -               | -               | -               | -               | -                  | -                  | -                  | -                  | -                  | -           | -           | -           | -           | -           | 20     | 10     | 4      | 6      | 50,00      | Sub. 16°         |
| ott. 1998-1999         | Betis                  | PD                     | 31         | 13         | 5          | 13         | CR              | 2               | 0               | 0               | 2               | CU                 | 3                  | 2                  | 0                  | 1                  | -           | -           | -           | -           | -           | 36     | 15     | 5      | 16     | 41,67      | Sub. 11°         |
| ott. 1999-2000         | Real Sociedad          | PD                     | 29         | 9          | 11         | 9          | CR              | 2               | 0               | 0               | 2               | -                  | -                  | -                  | -                  | -                  | -           | -           | -           | -           | -           | 31     | 9      | 11     | 11     | 29,03      | Sub. 13°         |
| set.-ott. 2000         | Real Sociedad          | PD                     | 6          | 1          | 2          | 3          | CR              | -               | -               | -               | -               | -                  | -                  | -                  | -                  | -                  | -           | -           | -           | -           | -           | 6      | 1      | 2      | 3      | 16,67      | Eson.            |
| Totale Real Sociedad   | Totale Real Sociedad   | Totale Real Sociedad   | 35         | 10         | 13         | 12         |                 | 2               | 0               | 0               | 2               |                    |                    |                    |                    |                    |             |             |             |             |             | 37     | 10     | 13     | 14     | 27,03      |                  |
| nov. 2000-mar. 2001    | Olympique Marsiglia    | D1                     | 13         | 4          | 3          | 6          | CF+CdL          | 2+1             | 1+0             | 0+0             | 1+1             | -                  | -                  | -                  | -                  | -                  | -           | -           | -           | -           | -           | 16     | 5      | 3      | 8      | 31,25      | Sub. eson.       |
| feb.-mag. 2002         | Tenerife               | PD                     | 12         | 4          | 2          | 6          | CR              | -               | -               | -               | -               | -                  | -                  | -                  | -                  | -                  | -           | -           | -           | -           | -           | 12     | 4      | 2      | 6      | 33,33      | Sub. 19° (retr.) |
| dic. 2002-2003         | Espanyol               | PD                     | 24         | 7          | 12         | 5          | CR              | -               | -               | -               | -               | -                  | -                  | -                  | -                  | -                  | -           | -           | -           | -           | -           | 24     | 7      | 12     | 5      | 29,17      | Sub. 17°         |
| ago.-nov. 2003         | Espanyol               | PD                     | 10         | 1          | 2          | 7          | CR              | 1               | 1               | 0               | 0               | -                  | -                  | -                  | -                  | -                  | -           | -           | -           | -           | -           | 11     | 2      | 2      | 7      | 18,18      | Eson.            |
| Totale Espanyol        | Totale Espanyol        | Totale Espanyol        | 159        | 51         | 50         | 58         |                 | 11              | 3               | 4               | 4               |                    | 12                 | 7                  | 3                  | 2                  |             |             |             |             |             | 182    | 61     | 57     | 64     | 33,52      |                  |
| nov. 2005-2006         | Athletic Bilbao        | PD                     | 28         | 10         | 9          | 9          | CR              | 3               | 1               | 0               | 2               | -                  | -                  | -                  | -                  | -                  | -           | -           | -           | -           | -           | 24     | 7      | 12     | 5      | 29,17      | Sub. 12°         |
| Totale Athletic Bilbao | Totale Athletic Bilbao | Totale Athletic Bilbao | 211        | 102        | 53         | 56         |                 | 58              | 31              | 12              | 15              |                    | 12                 | 4                  | 3                  | 5                  |             | 2           | 1           | 0           | 1           | 283    | 138    | 68     | 77     | 48,76      |                  |
| mar.-mag. 2008         | Real Murcia            | PD                     | 12         | 2          | 1          | 9          | CR              | -               | -               | -               | -               | -                  | -                  | -                  | -                  | -                  | -           | -           | -           | -           | -           | 12     | 2      | 1      | 9      | 16,67      | Sub. 19° (retr.) |
| ago.-dic. 2008         | Real Murcia            | SD                     | 16         | 3          | 4          | 9          | CR              | 3               | 1               | 1               | 1               | -                  | -                  | -                  | -                  | -                  | -           | -           | -           | -           | -           | 19     | 4      | 5      | 10     | 21,05      | Eson.            |
| Totale Real Murcia     | Totale Real Murcia     | Totale Real Murcia     | 28         | 5          | 5          | 18         |                 | 3               | 1               | 1               | 1               |                    |                    |                    |                    |                    |             |             |             |             |             | 31     | 6      | 6      | 19     | 19,35      |                  |
| apr.-mag. 2010         | Real Valladolid        | PD                     | 8          | 3          | 3          | 2          | CR              | -               | -               | -               | -               | -                  | -                  | -                  | -                  | -                  | -           | -           | -           | -           | -           | 8      | 3      | 3      | 2      | 37,50      | Sub. 18° (retr.) |
| feb.-mag. 2012         | Sporting Gijón         | PD                     | 16         | 5          | 3          | 8          | CR              | -               | -               | -               | -               | -                  | -                  | -                  | -                  | -                  | -           | -           | -           | -           | -           | 16     | 5      | 3      | 8      | 31,25      | Sub. 19° (retr.) |
| Totale carriera        | Totale carriera        | Totale carriera        | 692        | 268        | 175        | 249        |                 | 89              | 40              | 18              | 31              |                    | 29                 | 14                 | 6                  | 9                  |             | 2           | 1           | 0           | 1           | 812    | 323    | 199    | 290    | 39,78      |                  |

## Palmarès

### Giocatore

#### Club

##### Competizioni nazionali
- Coppa di Spagna: 1

Athletic Club: 1969

### Allenatore

#### Club

##### Competizioni nazionali
- Campionato spagnolo: 2

Athletic Club: 1982-1983, 1983-1984
- Coppa di Spagna: 1

Athletic Club: 1983-1984
- Supercoppa di Spagna: 1

Athletic Club: 1984

##### Competizioni internazionali
- Campionato delle Nazioni Africane: 1

Libia: Sudafrica 2014